# Wolt
Wolt je online kurýrní služba pro rozvoz jídla, potravin, květin, kosmetiky, potřeb pro domácí mazlíčky a dalšího maloobchodního prodeje založená ve Finsku v roce 2014. V současnosti (červenec 2022) působí ve 23 zemích světa ve více než 250 městech. V Česku Wolt spolupracuje s více než 2 000 provozovnami a rozváží jídlo ve 14 městech – mimo jiných také v Praze, Liberci, Olomouci, Brně, Pardubicích či Ústí nad Labem. Na českém trhu Wolt působí od července 2018. Zákazníci si objednávají jídlo z gastro provozoven a obchodů prostřednictvím webové stránky nebo mobilní aplikace, v níž pak mohou sledovat status své objednávky včetně trasy kurýra.

## Historie
- 2014–2015: založení a působení ve finských Helsinkách,
- 2016: rozšíření do Estonska a Švédska,
- 2017: rozšíření do Dánska, Litvy a Lotyšska,
- 2018: rozšíření do Česka, Gruzie, Chorvatska, Izraele, Maďarska, Norska a Polska,
- 2019: rozšíření do Ázerbájdžánu, Kazachstánu, Řecka, na Slovensko, do Slovinska a Srbska,
- 2020: rozšíření do Japonska, na Kypr, Maltu a do Německa.
- 2021: otevření kamenné prodejny Wolt Market určené pro expresní rozvoz potravin na pražském Smíchově a následné rozšíření o pobočku v Holešovicích.[2]
- 2022: rozšíření expresního rozvozu potravin z prodejen Wolt Market o pobočku v Brně[3]; spuštění zákaznického programu Wolt+, který umožňuje měsíční paušální platbu za dopravu.[4]

V roce 2020 se Wolt umístil na 2. místě v žebříčku 1000 nejrychleji rostoucích evropských firem deníku Financial Times.
V listopadu 2021 bylo oznámeno, že Wolt bude spadat pod společnosti DoorDash (firma se také zabývá rozvozem jídla) prostřednictvím výměny akcií, čímž akcionáři Wolt získali menšinový podíl DoorDash. V červnu 2022 společnost DoorDash dokončila převzetí. 